# BEWITCH
『BEWITCH』（ビウィッチ）は、Youjeenの2枚目のアルバムである。2002年9月26日発売。

## 概要
Youjeenの日本発売最後オリジナルアルバム。
前作から約1年2か月ぶりとなる。
全曲元BUGの室姫深のプロデュース。

## 収録内容
1. Gaja!!!
  - 作曲・編曲：室姫深
  - 韓国語で「行こう!!!」の意味。
2. Daydreamin'
  - 作詞：Youjeen・Shoko
  - 作曲：室姫深・Youjeen
  - 編曲：室姫深
  - 5thシングル。
3. Wait For You
  - 作詞：Youjeen・Shoko
  - 作曲：Youjeen・MASAKI
  - 編曲：Youjeen
  - 2007年に映画「あなたを忘れない」の劇中歌。
4. Dear My Friend
  - 作詞：Youjeen・Shoko
  - 作曲：室姫深・Youjeen
  - 編曲：室姫深
5. Vanishing
  - 作詞：Youjeen・3+3
  - 作曲：室姫深・Youjeen
  - 編曲：室姫深
6. My Treasure
  - 作詞：Youjeen・Shoko
  - 作曲：室姫深・Youjeen
  - 編曲：室姫深
  - 2006年にオムニバス「韓流ファンタジー ～KOREAN LOVE BALLADS～」収録曲。
7. Forbidden Things
  - 作詞：Youjeen・Shoko
  - 作曲：室姫深・Youjeen
  - 編曲：Youjeen
8. Be Bad!!
  - 作詞：Youjeen・Shoko
  - 作曲：室姫深・Youjeen
  - 編曲：室姫深
9. Where Do I Go?
  - 作詞：Youjeen・Shoko
  - 作曲：akitomo・Youjeen
  - 編曲：Youjeen
10. Sacrification
  - 作詞：Youjeen・3+3
  - 作曲：室姫深・Youjeen
  - 編曲：Youjeen
11. FAKE (ALBUM VERSION)
  - 作詞：Youjeen・URAN
  - 作曲：ゲイリー・スタウト・Youjeen・URAN
  - 編曲：Youjeen
  - 4thシングル。
12. Made in Corea
  - 作詞：Youjeen・Shoko
  - 作曲：室姫深・Youjeen
  - 編曲：室姫深